# تپه قارداشالی
تپه قارداشالی مربوط به سدهٔ ۶ تا ۸ ه.ق است و در شهرستان بوکان، بخش مرکزی، دهستان بهی فیض الله بگی، روستای ترکمان کندی واقع شده و این اثر در تاریخ ۷ اسفند ۱۳۸۵ با شمارهٔ ثبت ۱۷۶۶۰ به‌عنوان یکی از آثار ملی ایران به ثبت رسیده است.